# Мэнгу

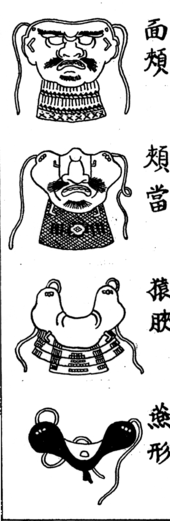
Различные типы мэнгу периода Эдо

Мэнгу или мэн ёрои — термин для различных типов боевых личин, которые являлись частью доспеха класса самураев и их слуг в феодальной Японии. В открытом бою упрощённые боевые маски использовали также ниндзя.

## Описание и значение
Мэнгу закрывало от возможных боевых ранений стрелами, осколками и скользящими ударами, либо всё лицо, либо его часть, а также предоставляло способ поддержать кабуто — верхний тяжелый шлем самурая. Шнур (ремень) кабуто для его фиксации (синоби-но о) привязывался под подбородком к мэнгу. Имелись небольшие крючки (ори-куги) или крепления (одомэ), расположенные в разных местах, чтобы надёжней скрепить мэнгу и кабуто. Шею и плечи защищал обод из металла — нодава (нодова, ёдарэ-какэ), который крепился к нижней части шлема или личины.
Мэнгу могла быть сделана из металла или кожи (нэригава) или их комбинации. Личины могли покрывать лаком или подвергать их коррозии, они также могли включать в себя различные лицевые детали, такие как пышные седые усы и брови, торчащие зубы, съёмный нос (от обычного до огромных размеров), клювы демонов-тэнгу: все эти дополнительные элементы предназначались для внушения противнику разных эмоций, от симпатии до суеверного ужаса
 Большинство мэнгу за исключением хаппури имело небольшое отверстие (асэ нагаси-но ана) под подбородком для стекания испарины и пота.
Мэнгу похожи на маски, применявшиеся тяжёлой бронированной конницей и пехотой в древних китайских армиях от эпохи правления династии Хань до династии Сун.

## Типы мэнгу
Типовые разновидности мэнгу включали: сомэн (закрывалось всё лицо), мэмпо (лицо ниже уровня глаз), хаппури (П-образная защита лба и щёк), хамбо (подбородок), хоатэ (щёки и подбородок).

### Сомэн

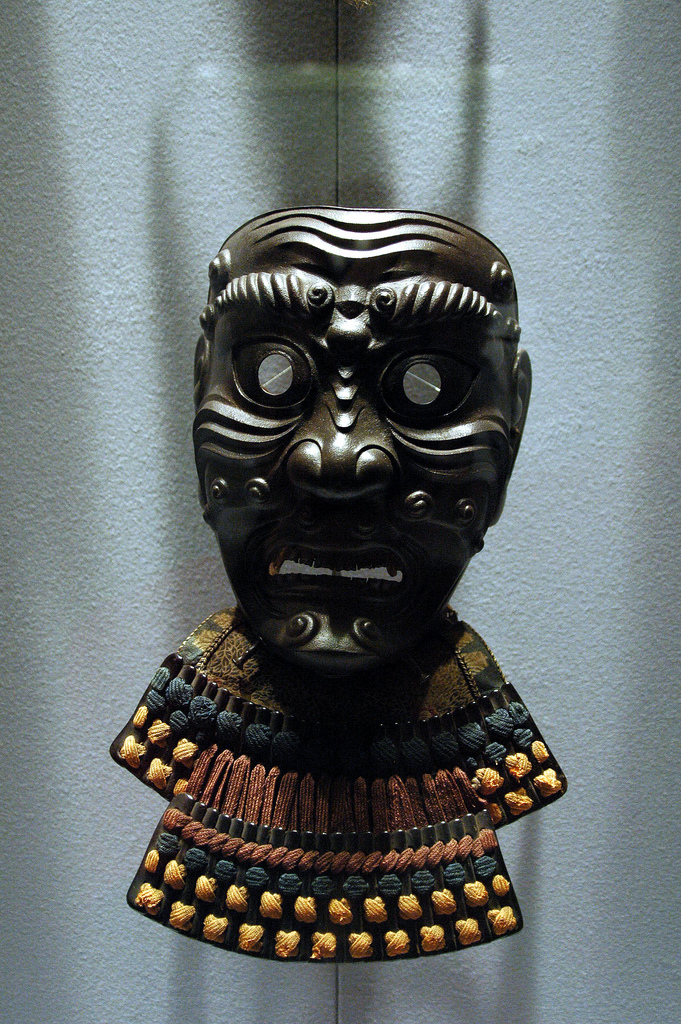
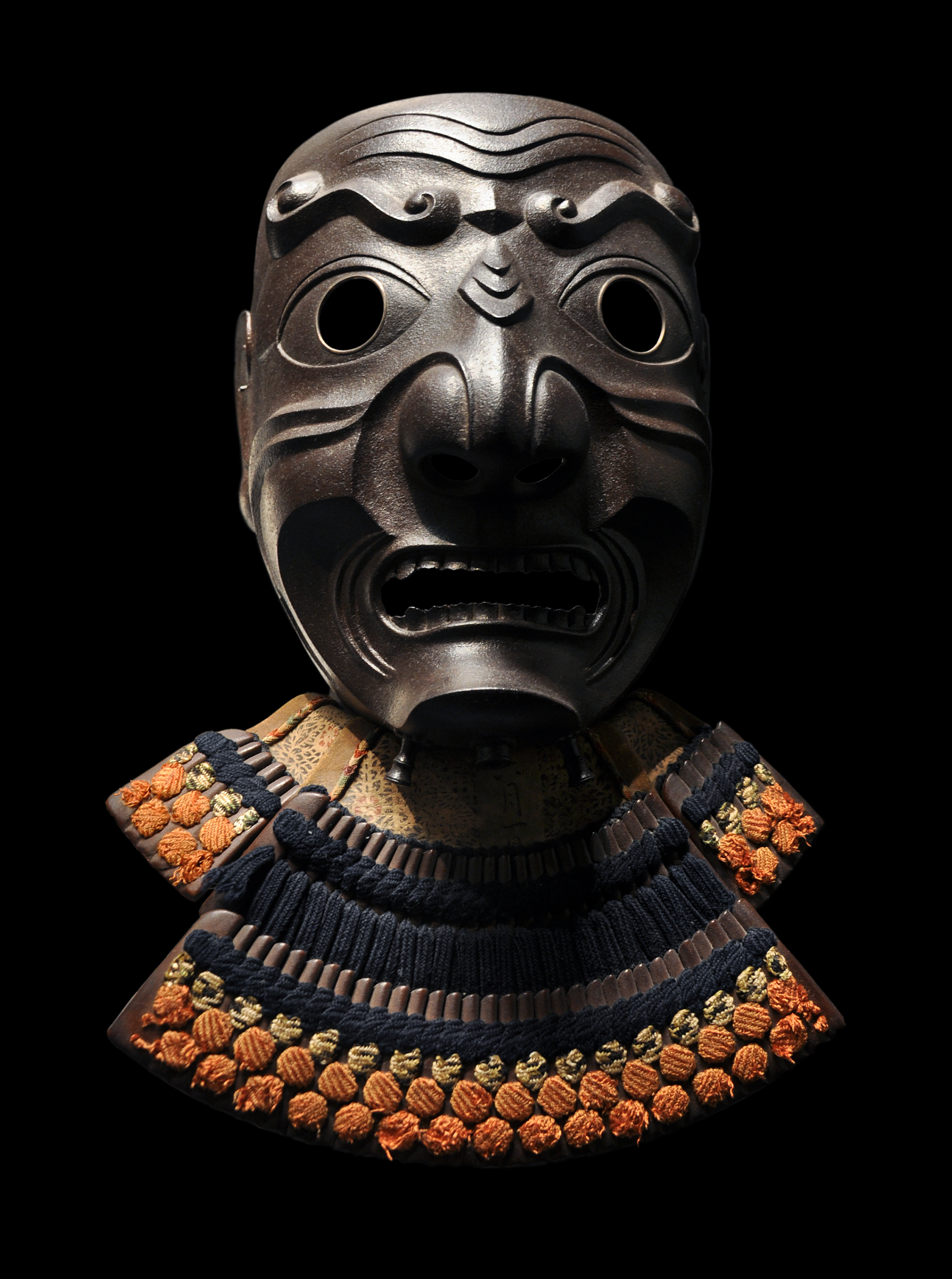
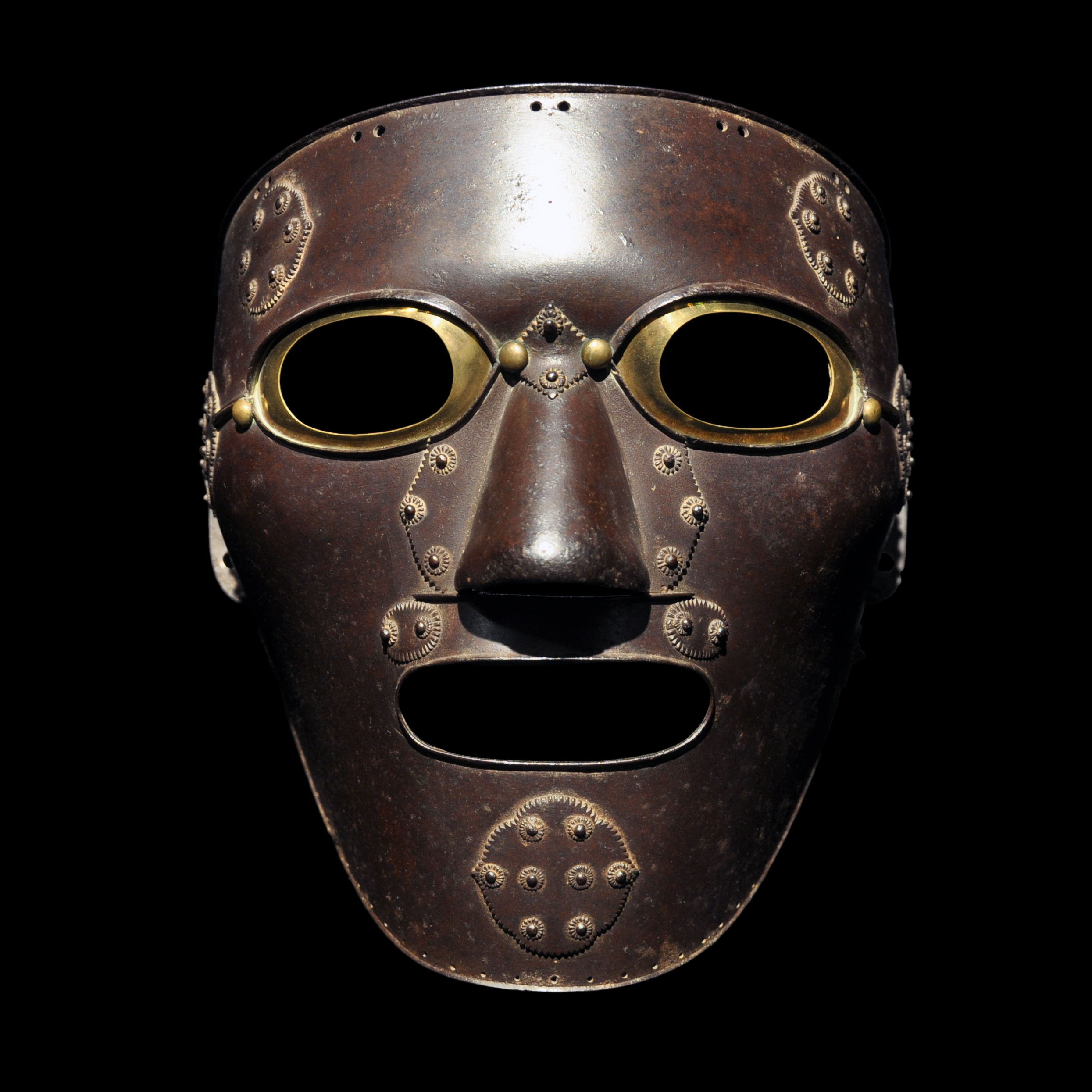
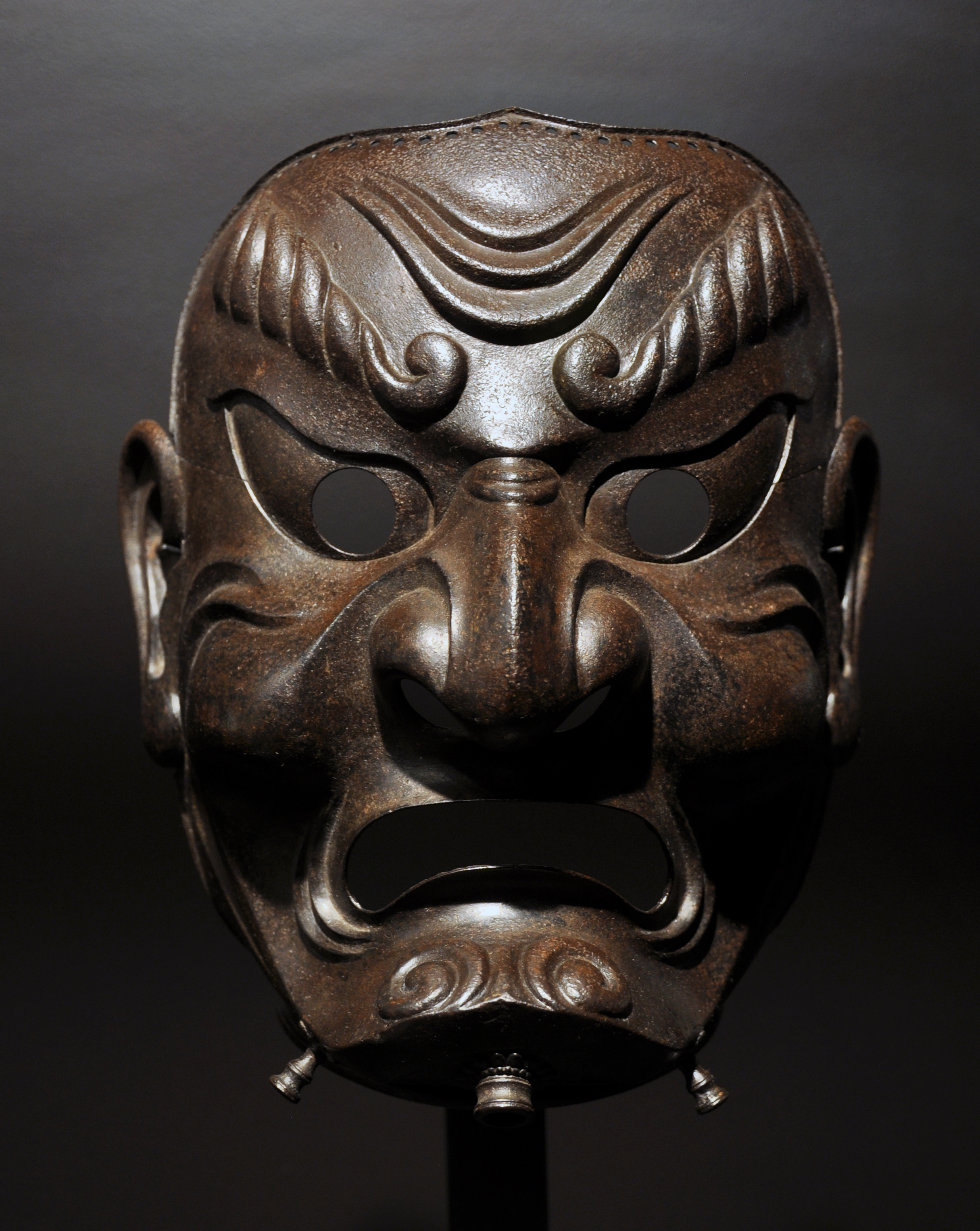

Сомэн защищал всё лицо.

### Мэмпо
Мэмпо защищал лицо от носа до подбородка. Его подвидами являлись: бидзё («красавица», красивые черты лица и большой рот), гэндзёраку (имитирующая маску из театров Гигаку, Бугаку), карура (изображение образа птицы из мифов), котакурака-мэн (изображение образа ворона), нара-мэн (маска из Нары, с морщинами на носу внушительного размера), нэри-хо (сделана из кожи), окина-бо (усы и борода необычайной длины), окина-хо (имитирующая маску демона-Окина из театра Но), рэссэй-мэн (хищные черты лица, иногда с усами и морщинами), рюбо (маска с выражением благородства), тэнгу-бо (изображение образа демона-тэнгу), уба-хо («старуха», гладкая и без зубов, маленькое отверстие на месте рта).

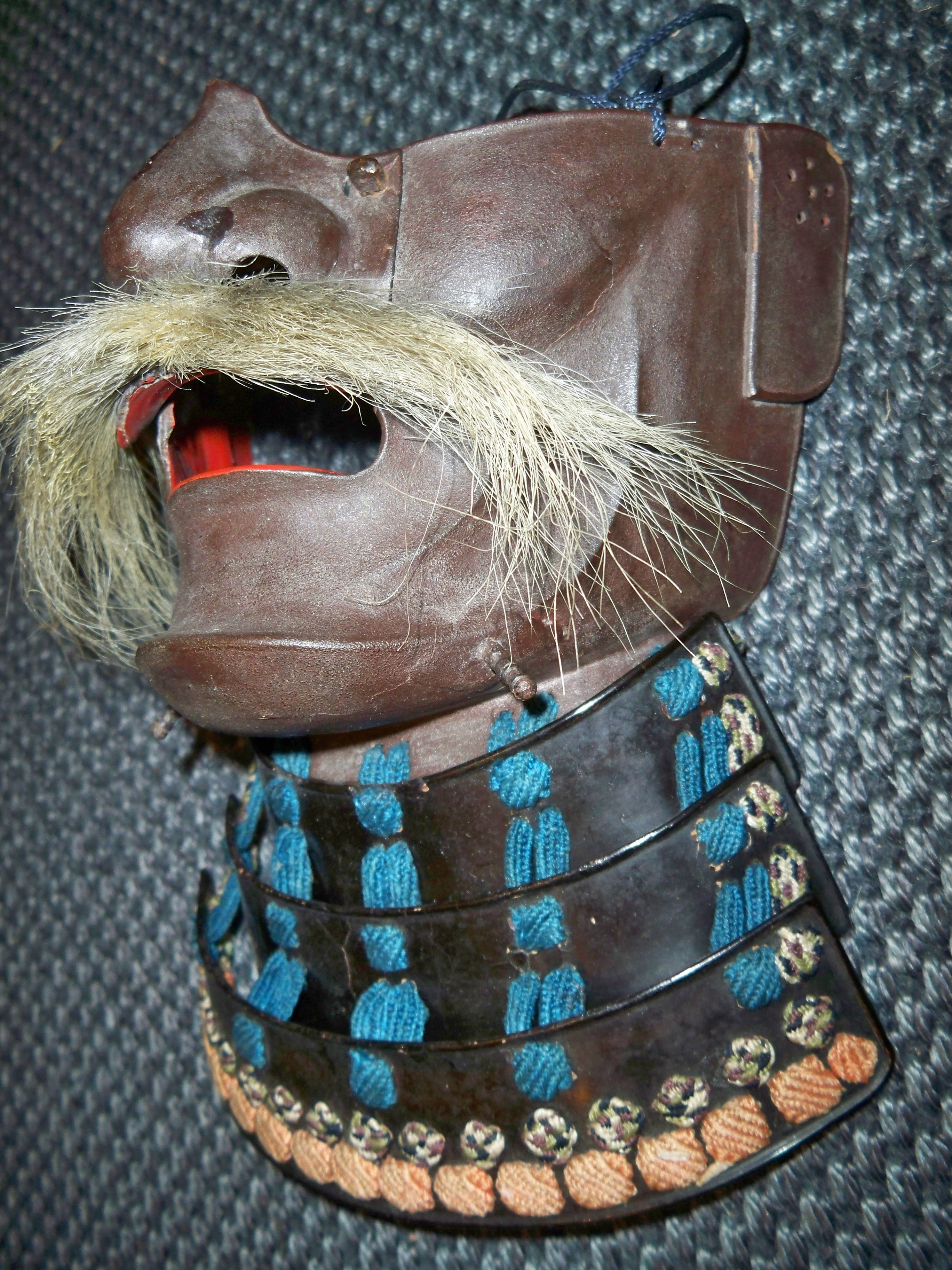
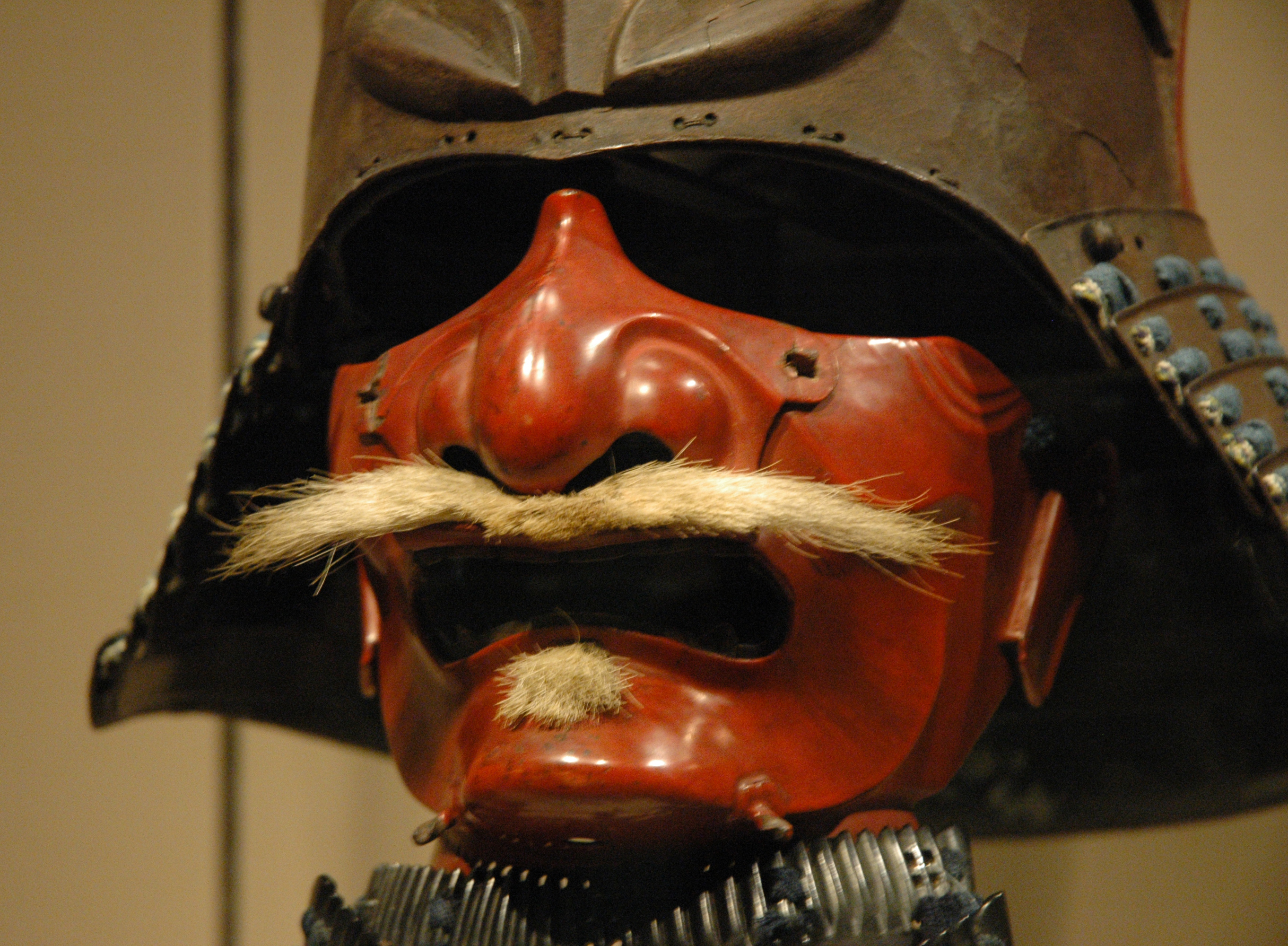
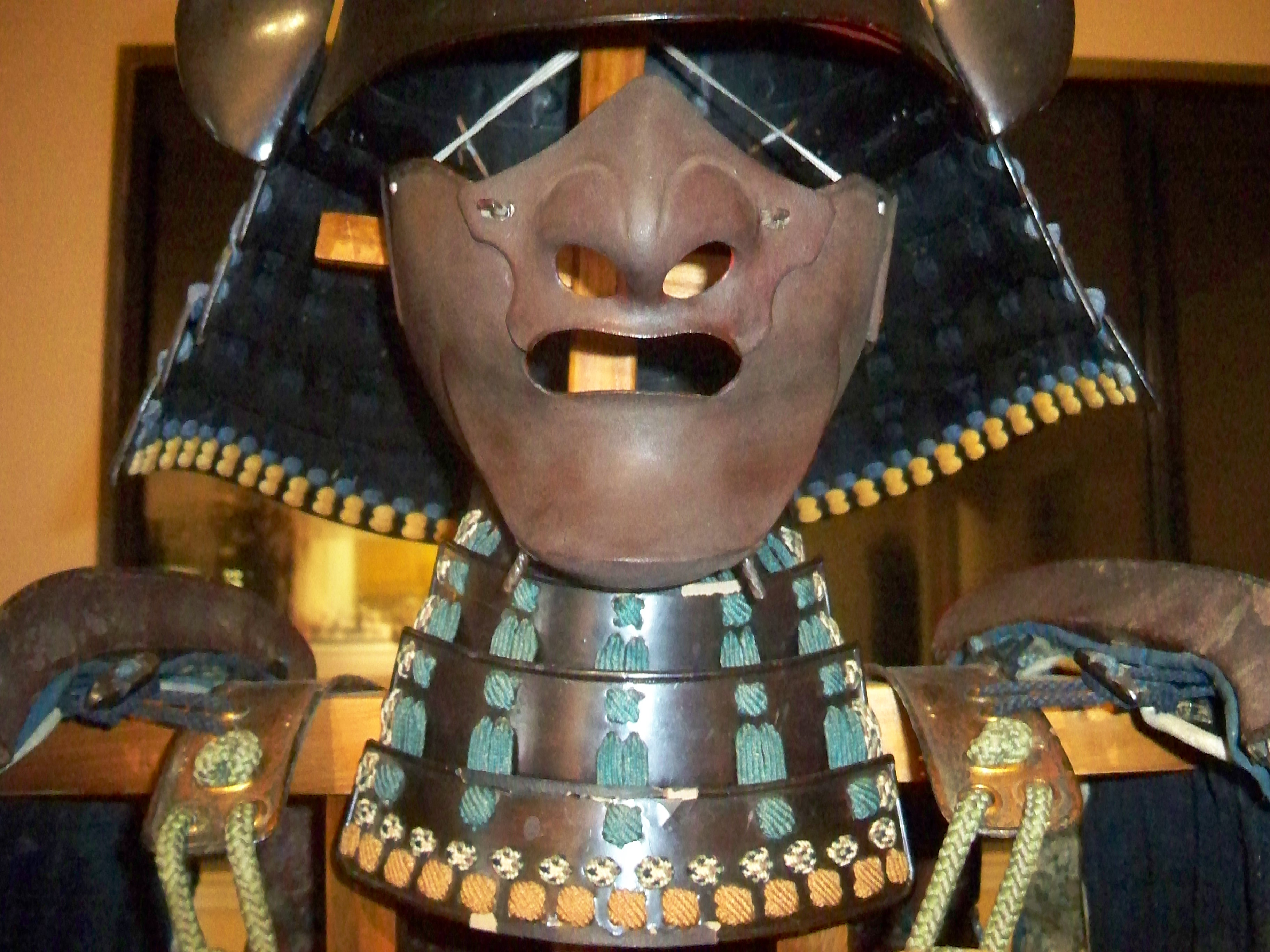
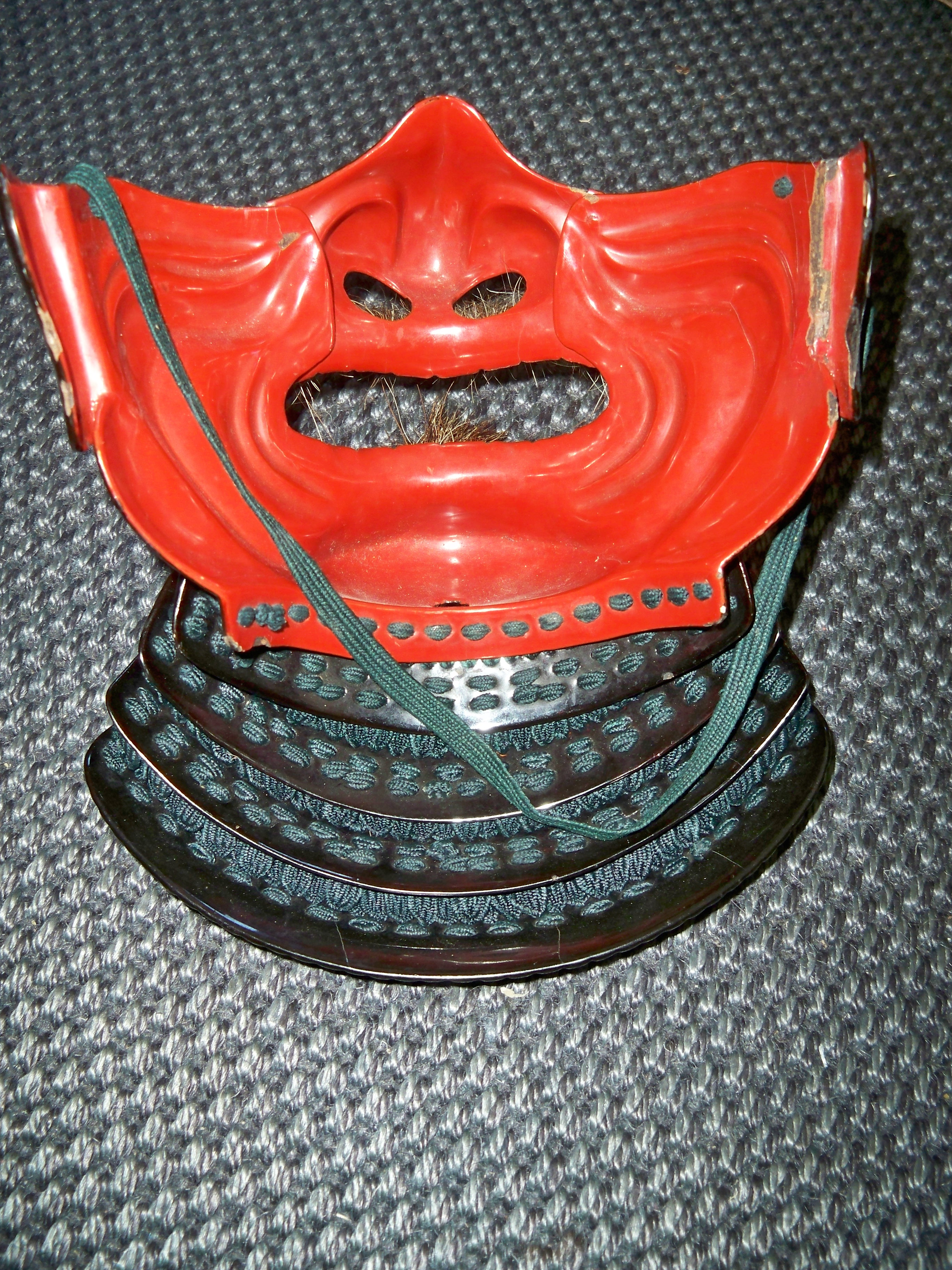

### Хамбо (хампо)
Хамбо охватывал подбородок и щёки. Его подвидами являлись: эттю-бо (простая согнутая полукругом пластина), цубамэ-бо, цубагакуро-бо или эмби-гата (стреловидная раздвоенная пластина), ару-бо («щека обезьяны»: скрывает щёки, подбородок и обрамляет рот).

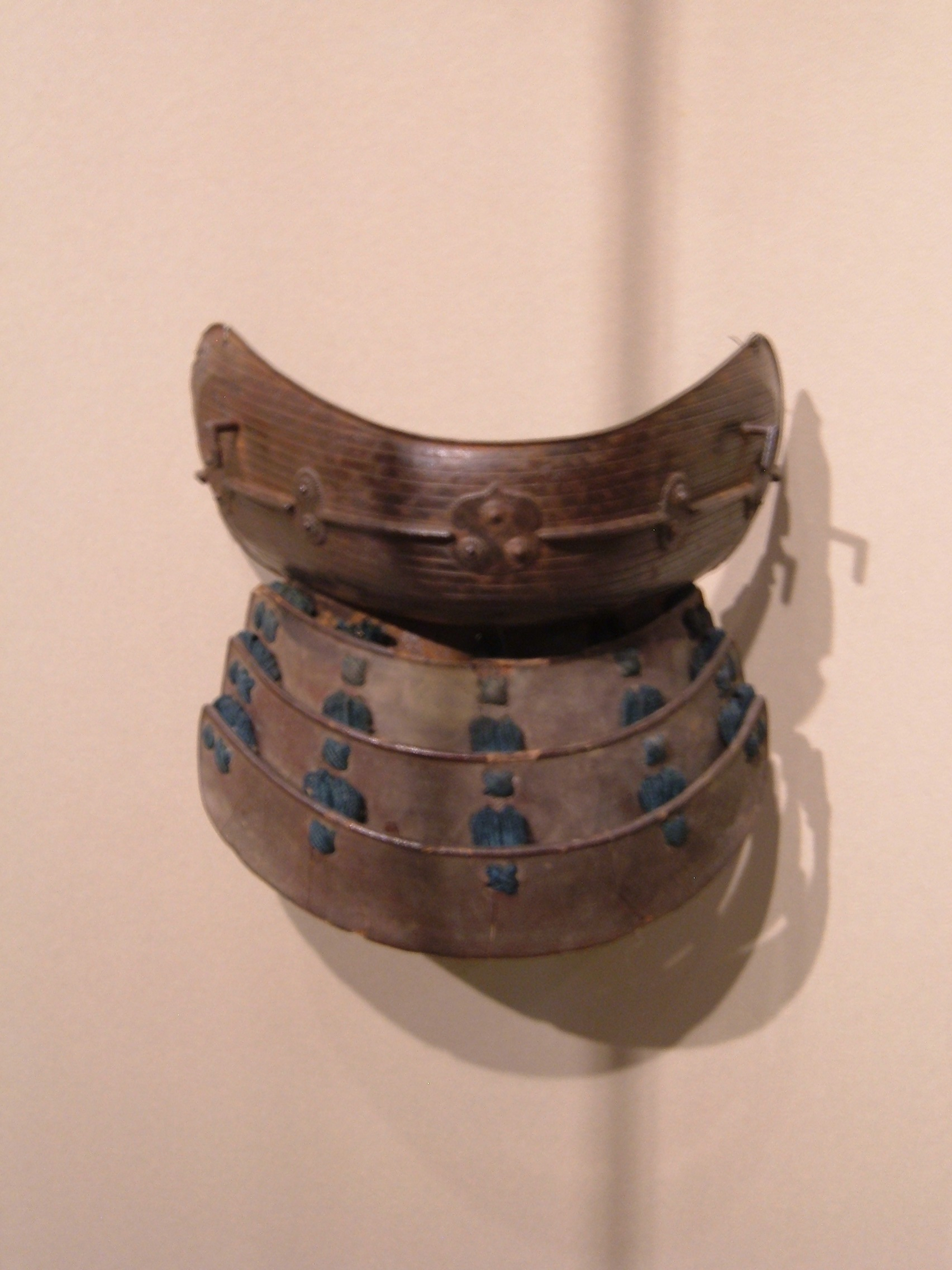
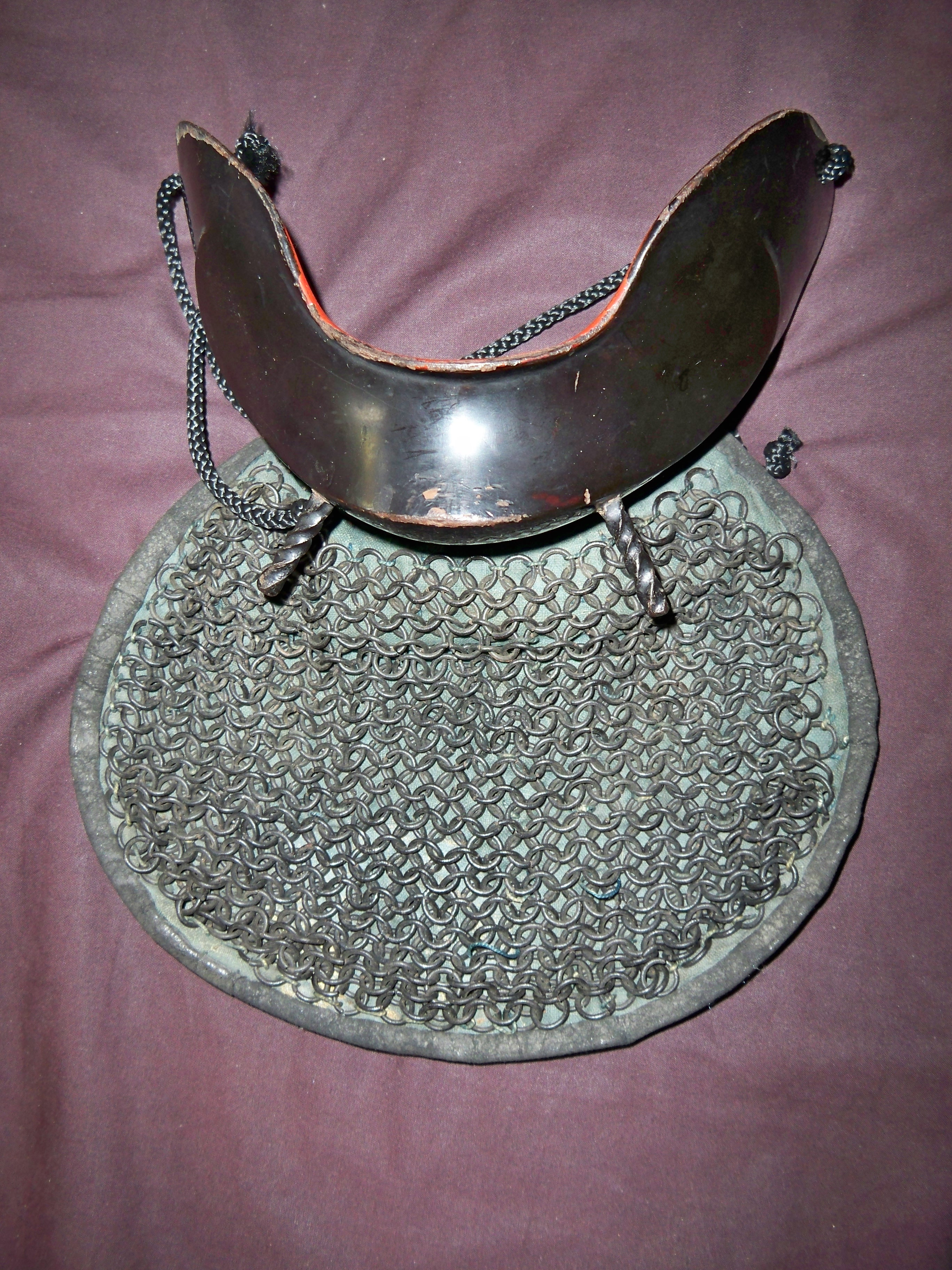
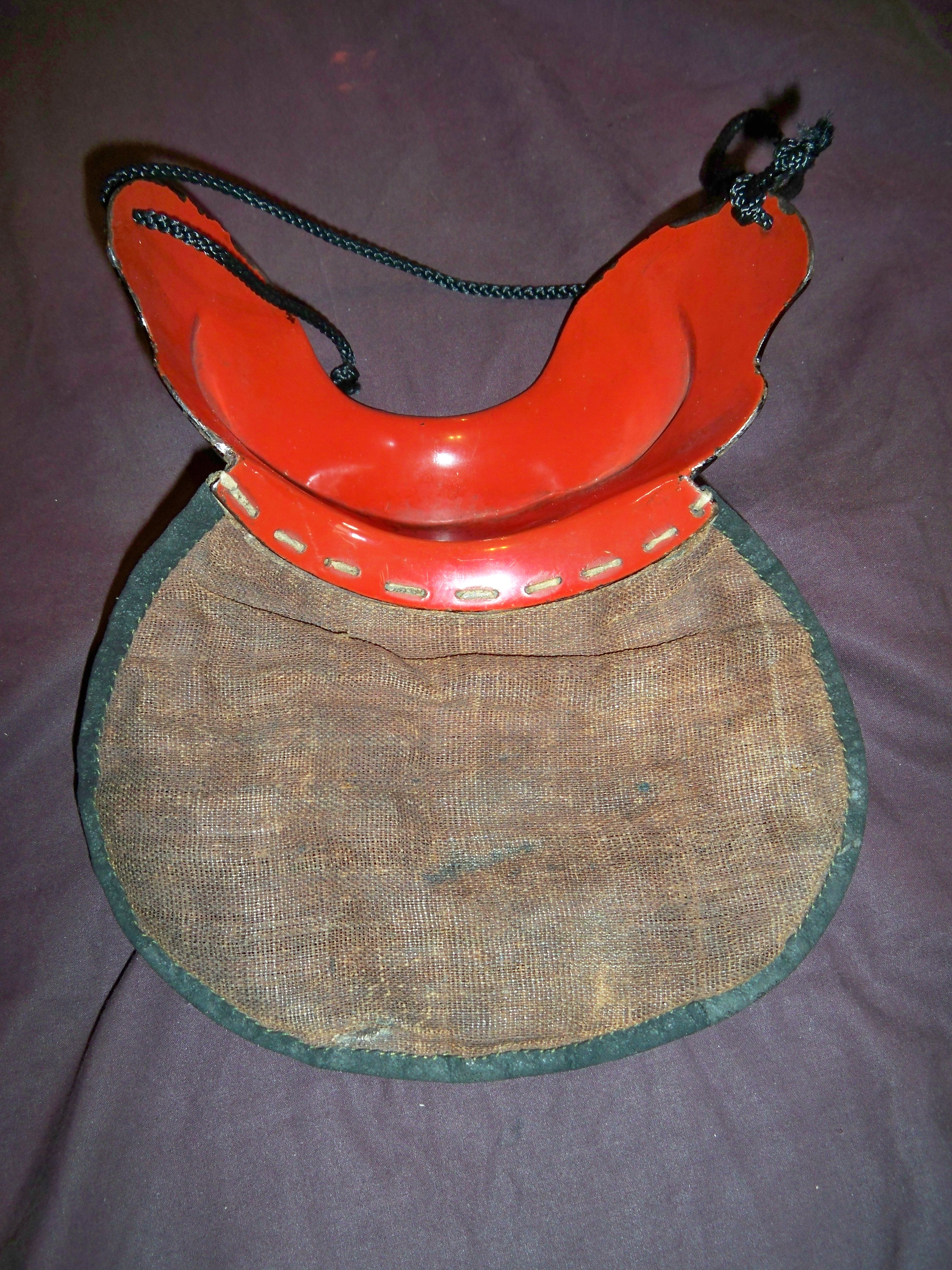

### Хаппури

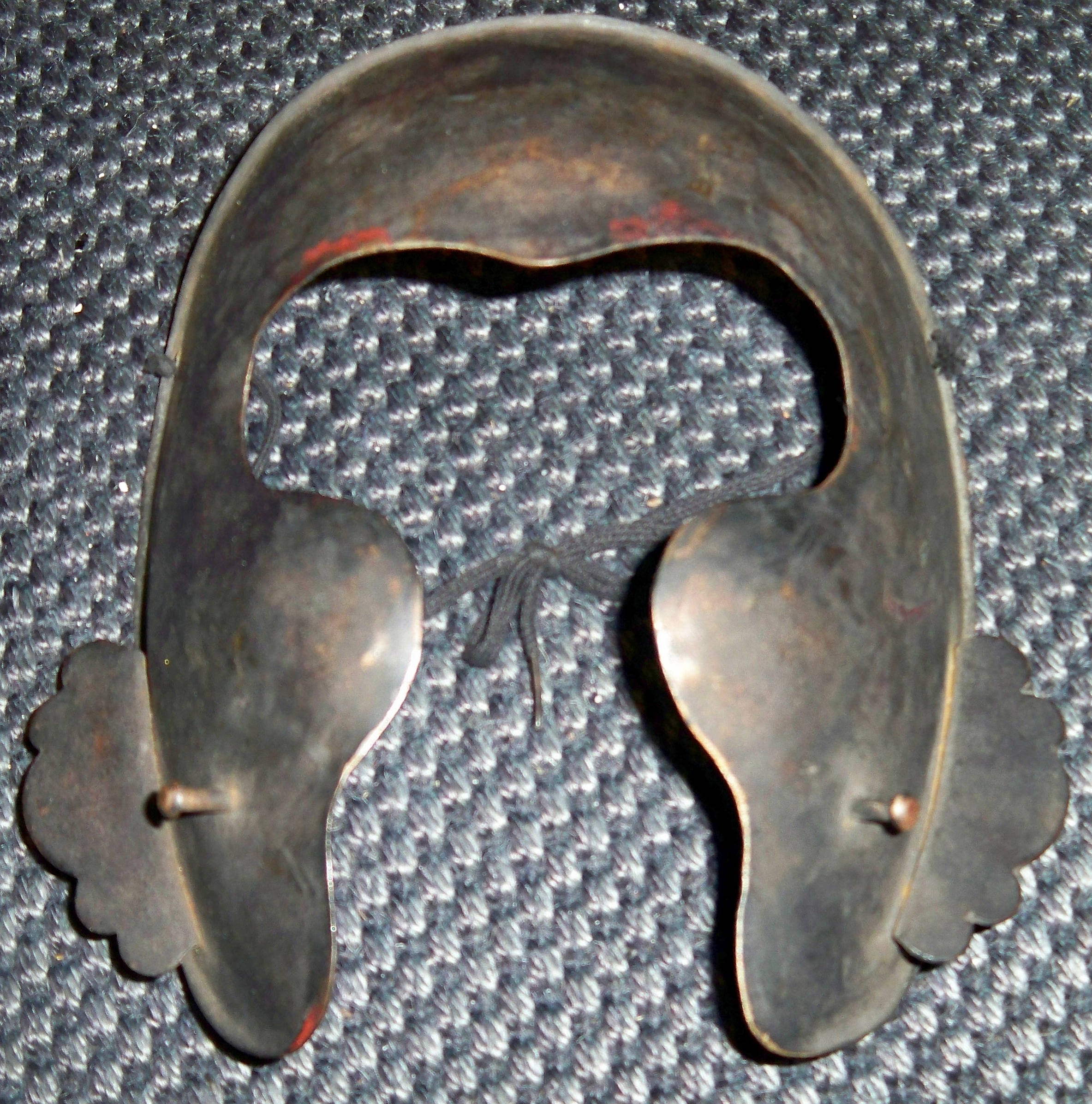
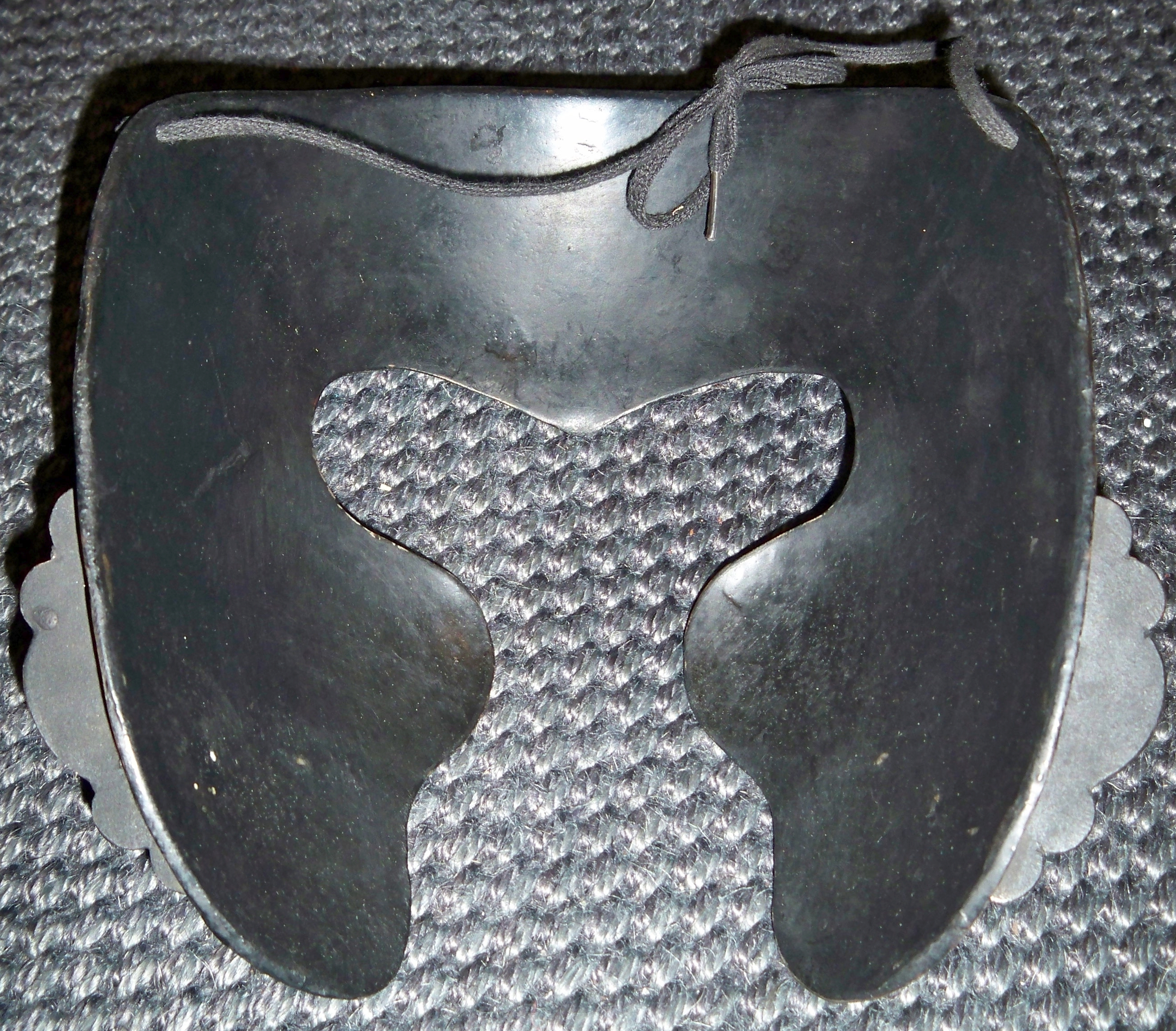

Хаппури скрывал лоб и щёки.

### Части мэнгу

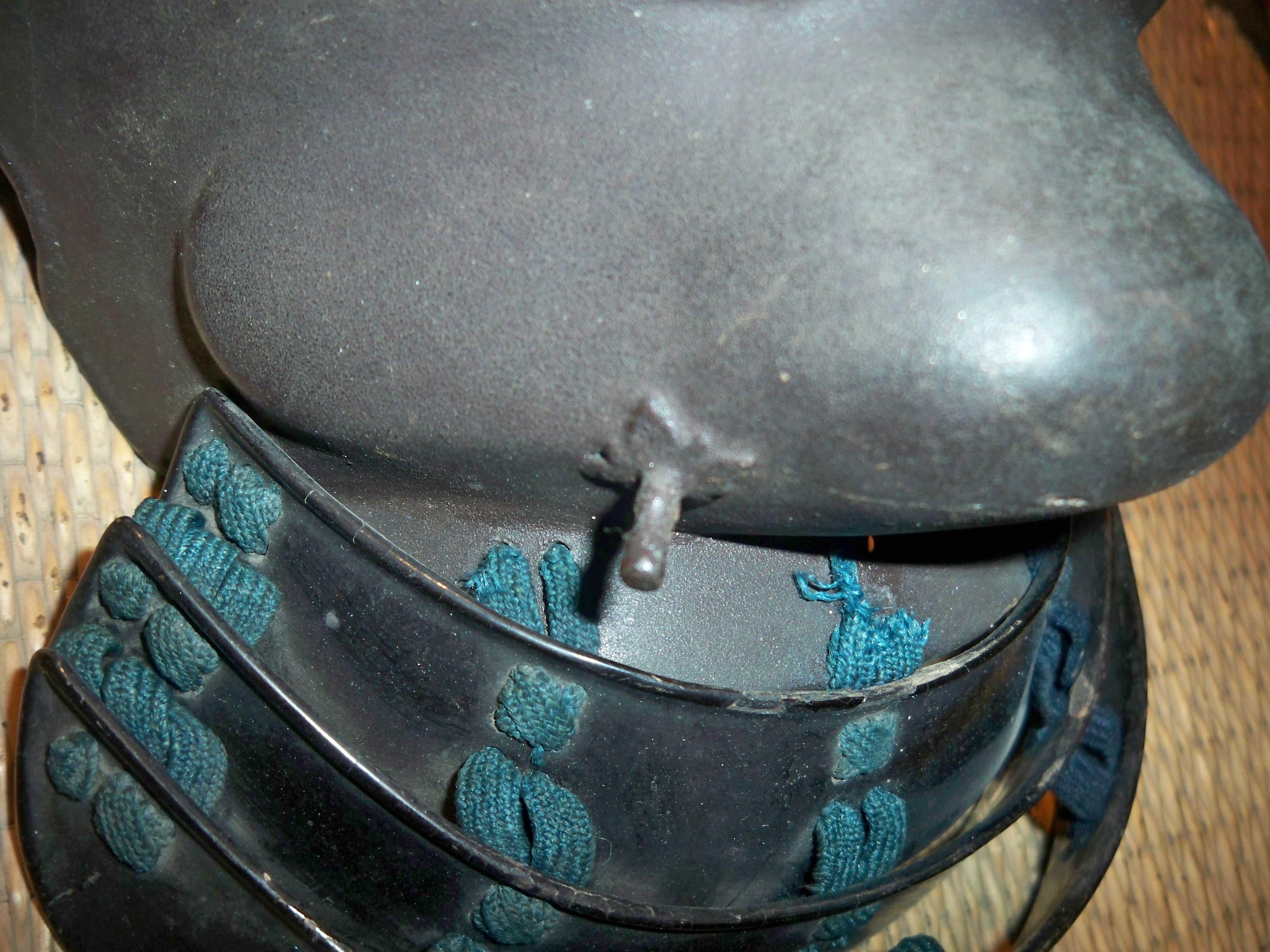
Одомэ, приспособление для крепления подбородочного ремня кабуто (шлема)
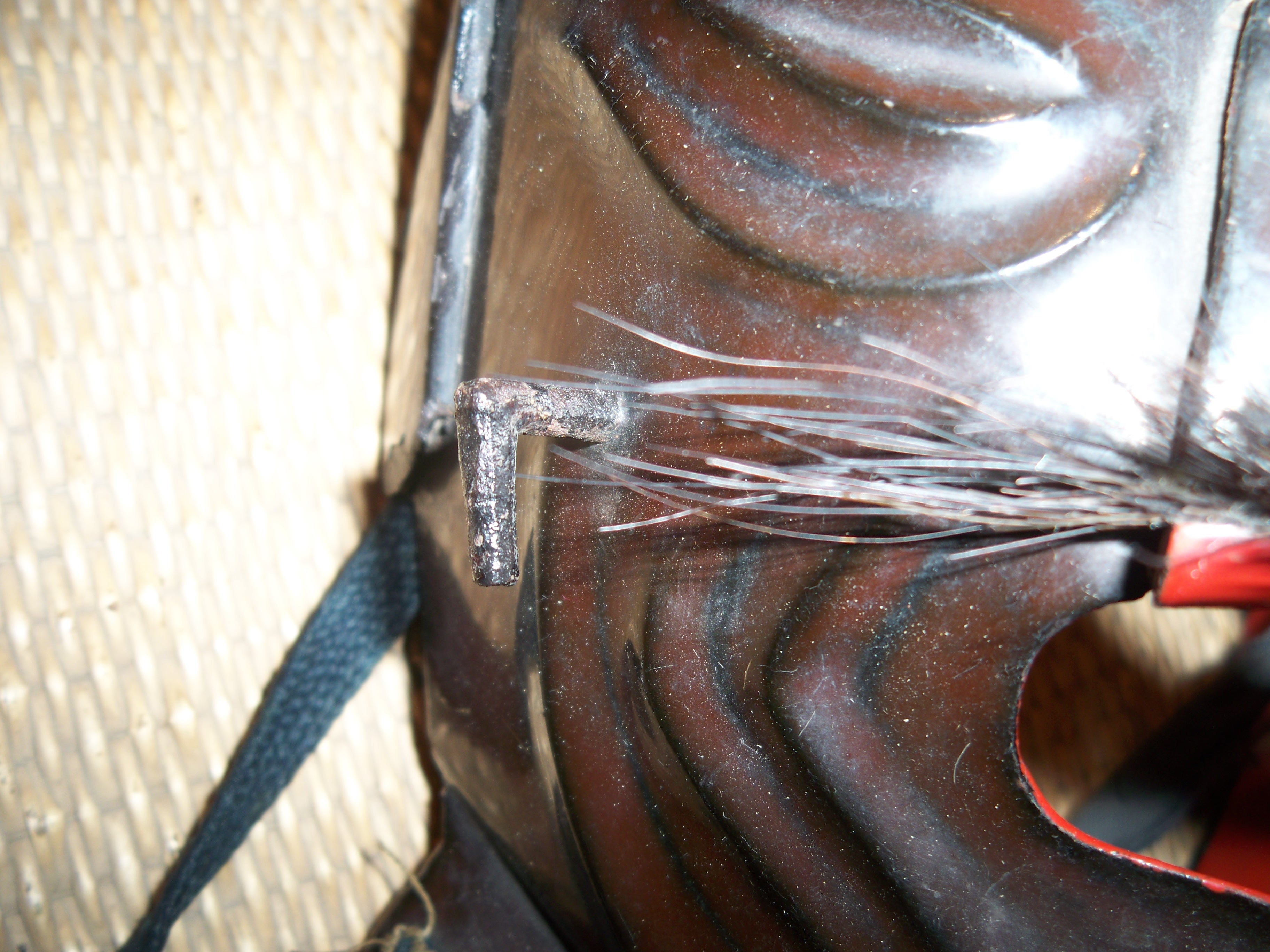
Ори-куги, крючок для крепления подбородочного ремня кабуто (шлема)
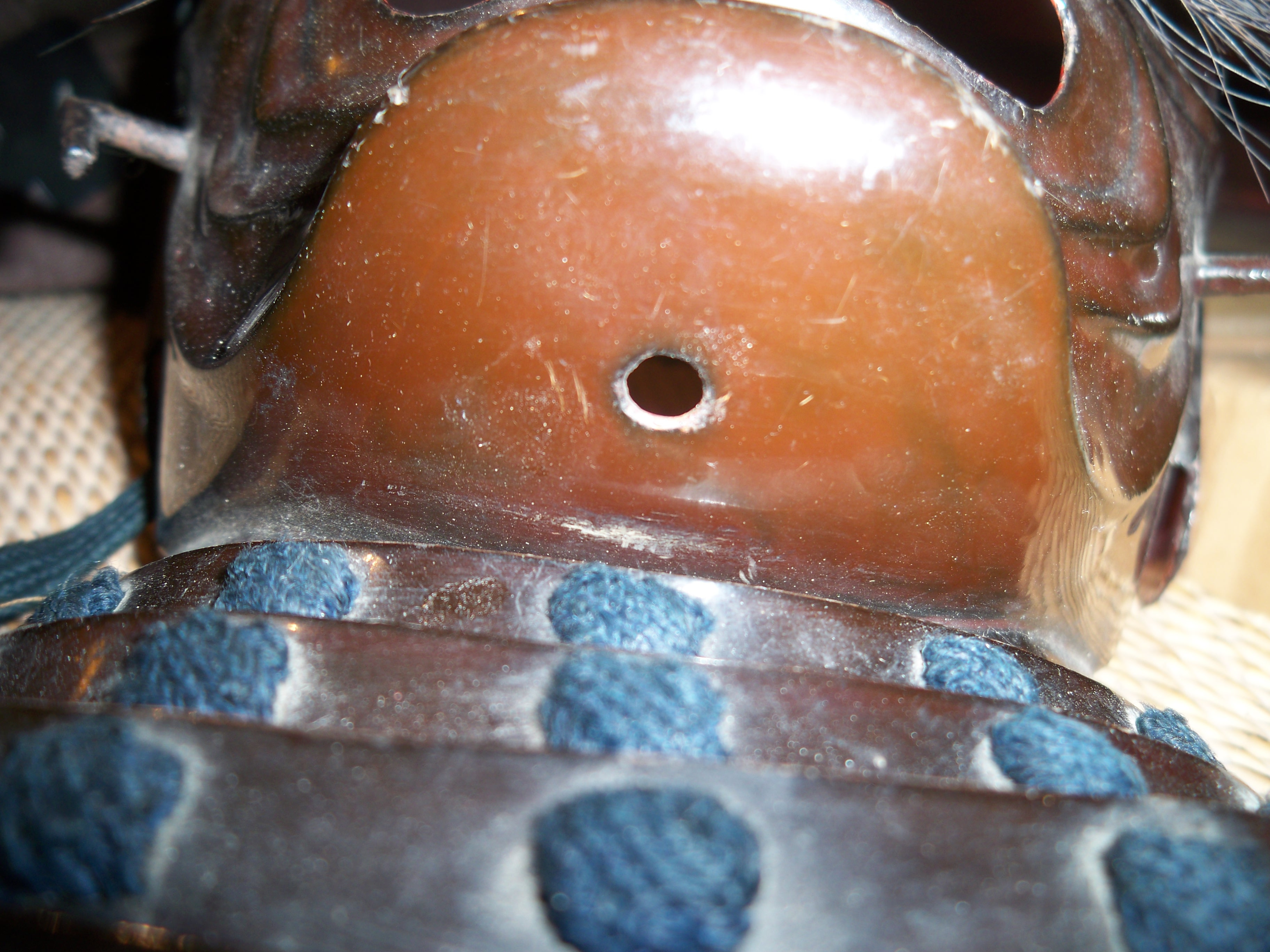
Асэ нагаси-но ана, сливное отверстие на подбородке мэнгу.
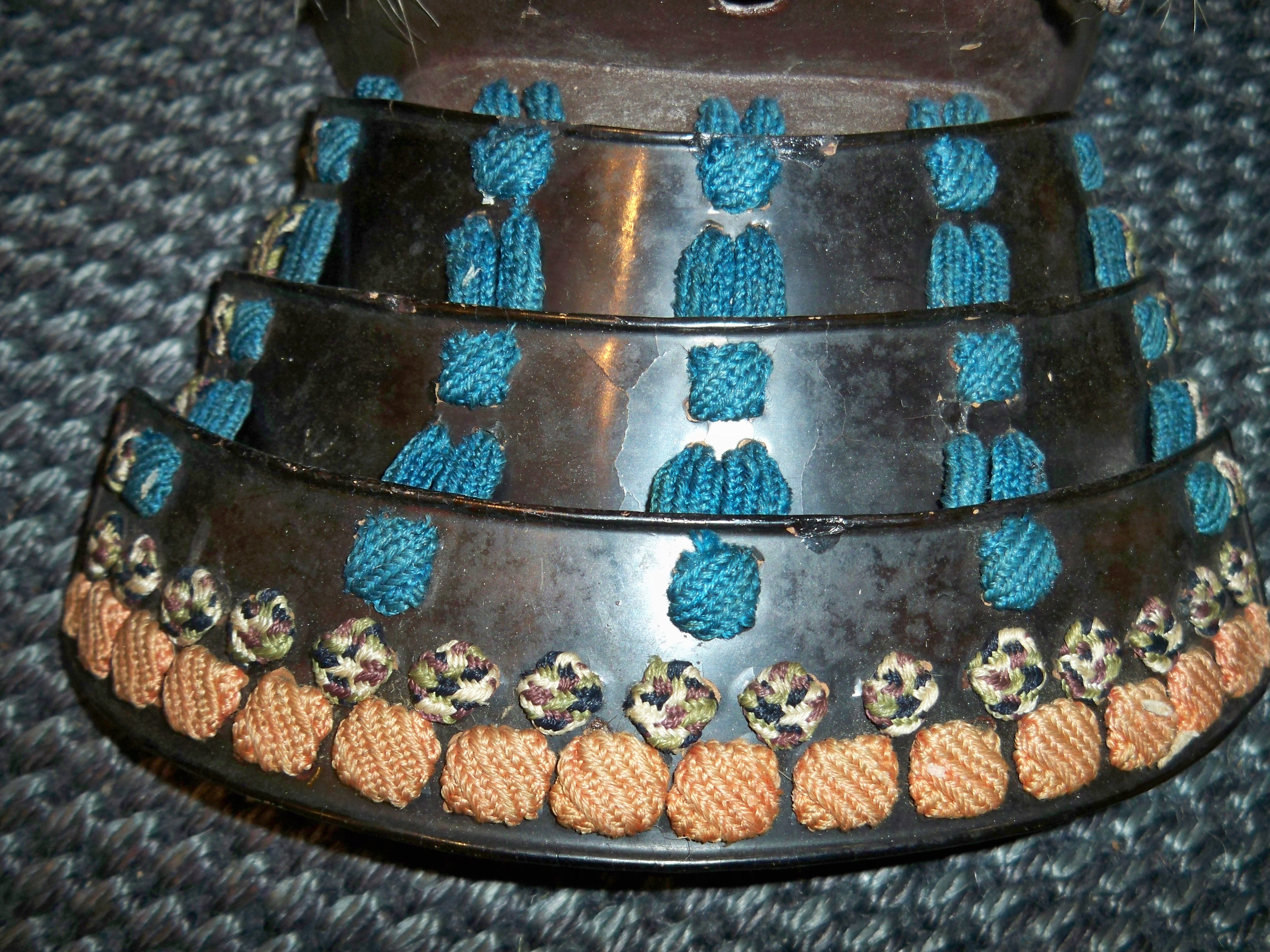
Ёдарэ-какэ, защита для горла.